# Shin Yung-suk
Shin Yung-suk (coreano: 신영석; Seul, 4 ottobre 1986) è un pallavolista sudcoreano, centrale degli Hyundai Skywalkers.

## Carriera
Shin Yung-suk inizia a giocare a pallavolo a livello scolastico con la Inchang High School, proseguendo a livello universitario con la Kyonggi University; durante questo periodo riceve le prime convocazioni in nazionale, debuttandovi nel 2007 in occasione della World League. Fa il suo esordio nella pallavolo professionistica nella stagione 2009-10, quando viene selezionato come seconda scelta del primo turno del draft della V-League dai Woori Capital Dream 6, venendo premiato come miglior esordiente: vi milita per altre tre annate, durante le quali il club cambia due volte denominazione, ricevendo qualche altro riconoscimento individuale; con la nazionale vince la medaglia di bronzo ai XVI Giochi asiatici.
Nel campionato 2013-14 approda al neonato Woori Card Hansae, venendo premiato per la terza volta come miglior muro della V-League; con la nazionale vince la medaglia d'oro alla Coppa asiatica 2014 e ai XVII Giochi asiatici. In seguito interrompe la carriera professionistica per svolgere il servizio militare, giocando per due anni con la formazione dell'esercito del Sangmu; viene congedato nel gennaio 2016, firmando con gli Hyundai Skywalkers per la seconda parte del campionato 2015-16, aggiudicandosi il V.League Top Match 2016. Nel campionato seguente si aggiudica lo scudetto, premiato come miglior centrale; con la nazionale, nel 2017, vince la medaglia di bronzo al campionato asiatico e oceaniano e, nel 2022, la medaglia di bronzo alla Volleyball Challenger Cup.

## Palmarès

### Club
- Campionato sudcoreano: 1

2016-17
- V.League Top Match: 1

2016

### Nazionale (competizioni minori)
- Giochi asiatici 2010
- Coppa asiatica 2014
- Giochi asiatici 2014
- Volleyball Challenger Cup 2022

### Premi individuali
- 2010 - V-League: Miglior esordiente
- 2011 - V-League: Premio fair play
- 2012 - V-League: Miglior muro
- 2013 - V-League: MVP 3º round
- 2013 - V-League: Miglior muro
- 2014 - V-League: Miglior muro
- 2017 - V-League: Miglior centrale
- 2018 - V-League: MVP della Regular Season
- 2018 - V-League: MVP 4º round
- 2018 - V-League: Miglior centrale
- 2019 - V-League: Miglior centrale
- 2019 - Campionato asiatico e oceaniano: Miglior centrale
- 2020 - V-League: Miglior centrale
- 2021 - V-League: Miglior centrale
- 2022 - V-League: Miglior centrale
- 2023 - V-League: Miglior centrale
- 2024 - V-League: MVP dell'All-Star Game
- 2024 - V-League: Miglior centrale